# Borsa Italiana
Pour les articles homonymes, voir Bourse et Borşa.
Borsa Italiana S.p.A. est la principale place boursière italienne. Elle est basée à Milan et fut fondée en 1997 en unissant les anciennes bourses italiennes dont la Bourse de Rome. Son principal indice est le FTSE MIB qui cote les plus grosses sociétés italiennes. La bourse est située dans le centre de Milan, dans le palais Mezzanotte, non loin de la place du Dôme.
Elle a été rachetée par la London Stock Exchange en 2007 avant d'être cédée à Euronext en 2020 .

## Histoire
La Bourse des valeurs de Milan s'est installée à sa création en 1801 dans le Palazzo dei Giureconsulti. Peu après était créée la Bourse des valeurs de Trieste, l'un des marchés qui constituera bien après l'unification de l'Italie puis celle  de ses marchés une composante de la Bourse d'Italie.
À la même époque, la bourse des valeurs de Rome fut fondée par les États pontificaux le 24 décembre 1802 et son premier siège fut l’Archiginnasio della Sapienza (actuel Université de Rome « La Sapienza »). Les échanges d'actions à la Bourse de Rome étaient à l'origine très modeste et les opérateurs du marché étaient des petits banquiers romains de telle sorte que dix ans après son inauguration, en 1812, seulement dix-neuf personnes y étaient inscrites.
En 1925, la Bourse de Rome compte 39 agents boursiers, ce nombre augmentant jusqu'en 1969 quand il atteint 70 employés. Au cours du XXe siècle, elle se spécialise principalement dans les emprunts d’État.
Finalement, en 1997, toutes les bourses italiennes sont réunies en un organisme unique, la Borsa Italiana , dont le siège est basé à Milan.
En 2007, la LSE acquiert Borsa Italiana pour 1,5 milliard d'euros pour créer le London Stock Exchange Group (LSEG).
En septembre 2020, à la suite de l'acquisition de Refinitiv pour 27 milliards de dollars par London Stock Exchange Group, ce dernier souhaite vendre Borsa Italiana pour satisfaire les autorités de la concurrence. Deutsche Börse, SIX Group et Euronext se positionnent pour acquérir la bourse italienne,, mais Euronext est choisi comme futur acquéreur pour 4,3 milliards d'euros.